# Universidad Pública de Navarra
La Universidad Pública de Navarra, abreviado UPNA (en euskera: Nafarroako Unibertsitate Publikoa o NUP), es la segunda universidad por número de alumnos de Navarra, España. En 2023 contaba con más de 9000 alumnos. Tiene tres campus situados en Pamplona y Tudela. Fue fundada en 1987 por el Parlamento de Navarra y su actividad docente comenzó en 1989.
Su campus de mayor tamaño es el Campus de Arrosadia, que está situado al sur de Pamplona, y da cabida a la mayor parte de las titulaciones. En la zona hospitalaria de Pamplona se encuentra la Facultad de Ciencias de la Salud, que imparte los Grados de Medicina y Enfermería. En el campus de Tudela se imparten dos titulaciones: el Grado en Fisioterapia y el Grado en Ingeniería en Diseño Mecánico.
Junto con la Universidad de Navarra y la Universidad Nacional de Educación a Distancia (UNED) es una de las tres universidades con sede en Pamplona.

## Historia
La Universidad Pública de Navarra fue creada en 1987 por el Parlamento de Navarra, a iniciativa del entonces gobierno socialista de Gabriel Urralburu, con el objetivo de que ampliara la oferta de titulaciones existentes y de que reuniera las enseñanzas universitarias impartidas en centros públicos que, hasta ese momento, actuaban sin la coordinación suficiente.
En 1989 se iniciaron las obras para la creación del edificio del Aulario y comenzaron las clases en El Sario con 500 alumnos. En 1990 se construyeron la biblioteca y los edificios departamentales, y en 1991 Guillermo Sánchez Martínez empieza la dirección y planificación de la misma. En 1993 se elige al que será el primer rector Pedro Burillo López. En 1995 se aprobaron los primeros Estatutos de la Universidad y en 1996 la universidad contaba con 10 000 alumnos matriculados.
En 1998 sé inauguraron el comedor y la cafetería, y dos años más tarde, en el año 2000, sé finalizaron las otras del Pabellón Universitario de Navarra, un pabellón deportivo con frontón, pista polideportiva y piscina. En 2004, se inaugura el CITEAN (Centro de Innovación Tecnológica de Automoción de Navarra), en el que participa la Universidad. 
En 2006 comienzan las titulaciones oficiales en Tudela, al año siguiente sé inaugura la residencia universitarias Los Abedules, y en 2008 se abre el campus de Tudela. Además, se realizó el primer pleno del Consejo de Estudiantes, comenzando así la andadura de este órgano de representación estudiantil que recoge a todos los estudiantes según el artículo 99 de los estatutos de la UPNA. En 2011 sé crea el Campus Iberus, un campus de excelencia internacional, junto a otras universidades del valle del Ebro. En 2012 sé celebró el 25 aniversario de la universidad. En el año 2019 se inauguró el grado de Medicina en el Campus de Ciencias de la Salud, y en el 2022 la universidad superó por primera vez las 10.000 preinscripciones.
Desde el año 1998, la Fundación Brunet adscrita a la universidad otorga el Premio Internacional Jaime Brunet y el Premio Universitario Jaime Brunet.

## Docencia
La oferta académica de la Universidad Pública de Navarra se compone de 25 titulaciones de grado y 6 dobles grados, y más de 30 programas de postgrado y títulos propios en 4 Facultades y 2 Escuelas Superiores.

### Facultades y Escuelas
- Facultad de Ciencias Económicas y Empresariales.
- Facultad de Ciencias Humanas, Sociales y de la Educación.
- Facultad de Ciencias Jurídicas.
- Facultad de Ciencias de la Salud (antigua Escuela Universitaria de Estudios Sanitarios).
- Escuela Técnica Superior de Ingeniería Agronómica y Biociencias.
- Escuela Técnica Superior de Ingeniería Industrial, Informática y de Telecomunicación.

## Instalaciones

### Campus de Arrosadia

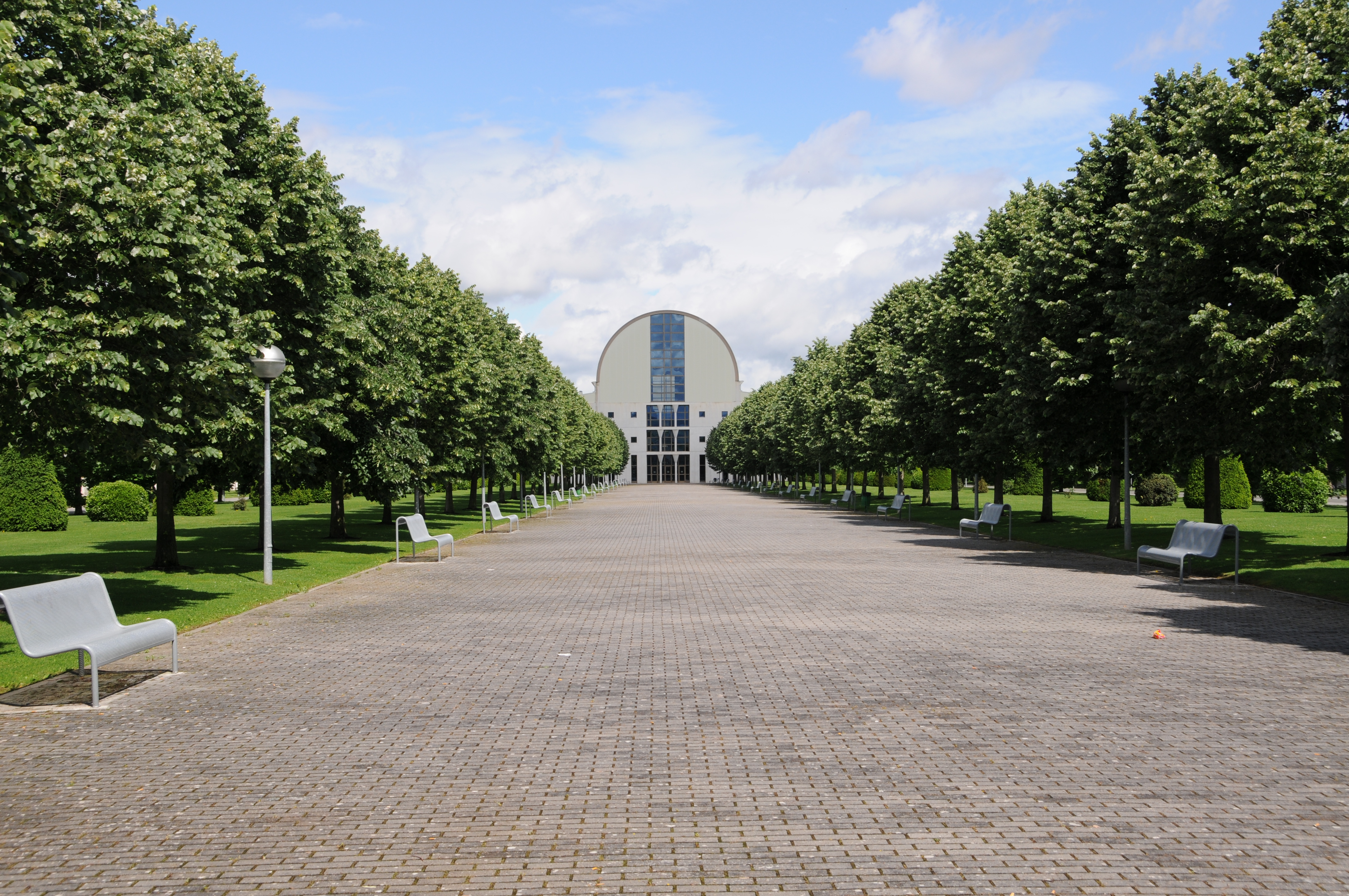
Campus de Arrosadia.

El Campus de Arrosadia, obra de Sáenz de Oiza, con 26 hectáreas urbanizadas, se encuentra localizado en el barrio de la Milagrosa (Arrosadia en euskera), en el flanco sur de Pamplona.
Este campus aglutina el Aulario, la Biblioteca, siete edificios departamentales, el Rectorado, el edificio de Administración y Gestión, el edificio de Talleres y Laboratorios, la cafetería, Comedores, y el edificio de El Sario.

### Campus de Tudela
El Campus de Tudela se encuentra localizado junto a la Carretera de Tarazona (N-121-C), entre el Centro Integrado Politécnico ETI y la cooperativa de labradores. Las instalaciones del Campus de Tudela entraron en funcionamiento en el curso 2008-2009.
El campus se compone del Aulario, los edificios de Fisioterapia e Ingeniería, así como de la biblioteca. Cuenta con más de 300 alumnos pertenecientes a las dos titulaciones que ofrece y el Aula de la Experiencia.

### Edificio de Ciencias de la Salud
En el recinto del Hospital Universitario de Navarra (antiguo Complejo Hospitalario de Navarra) se sitúa el edificio de Ciencias de la Salud, con el Departamento del mismo nombre y la Escuela Universitaria de Estudios Sanitarios. Actualmente hay en marcha un proceso para construir un edificio nuevo, que estaría terminado para el año 2025.

### Finca de prácticas

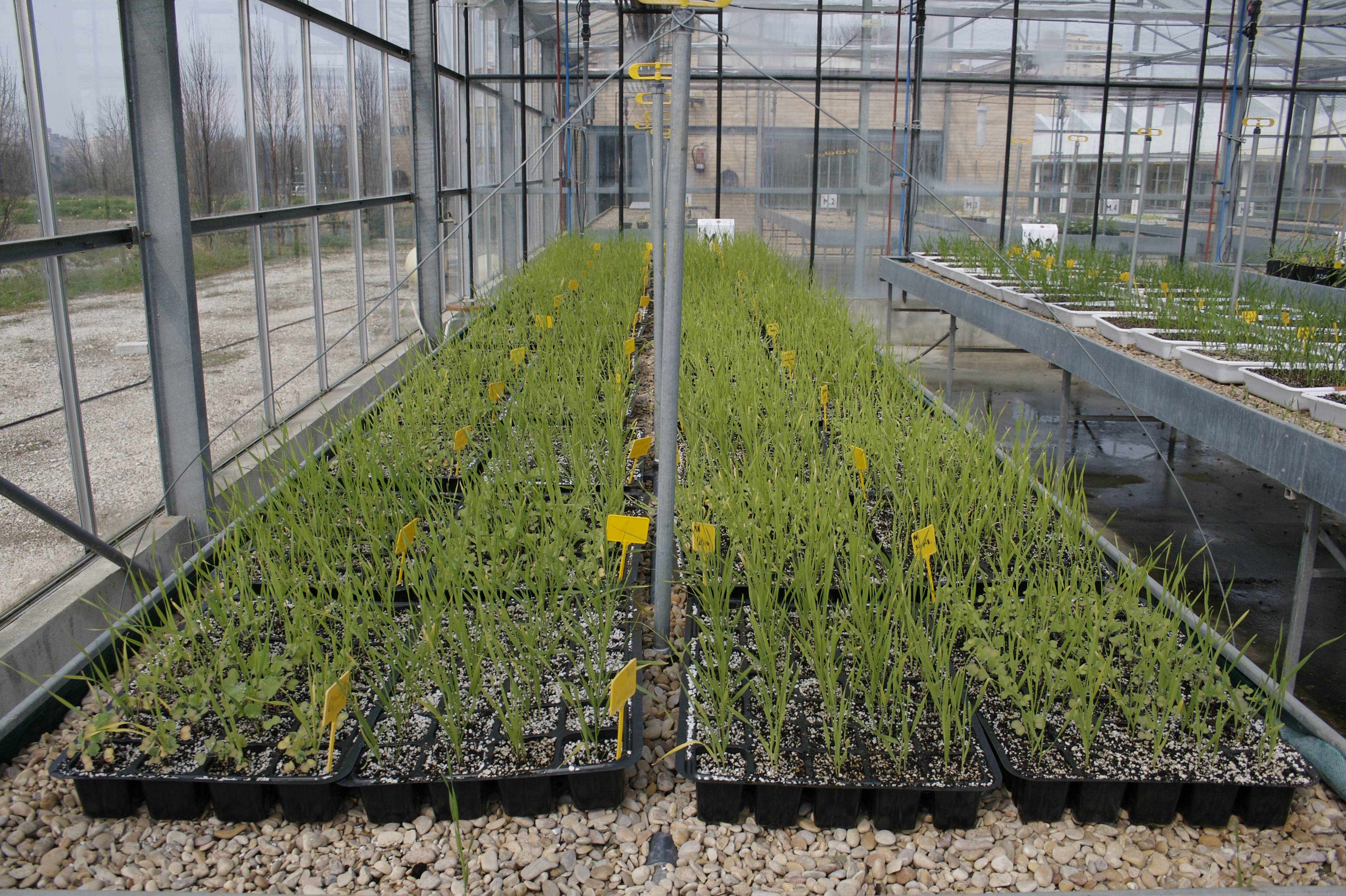
Invernaderos climatizados de la finca de prácticas.

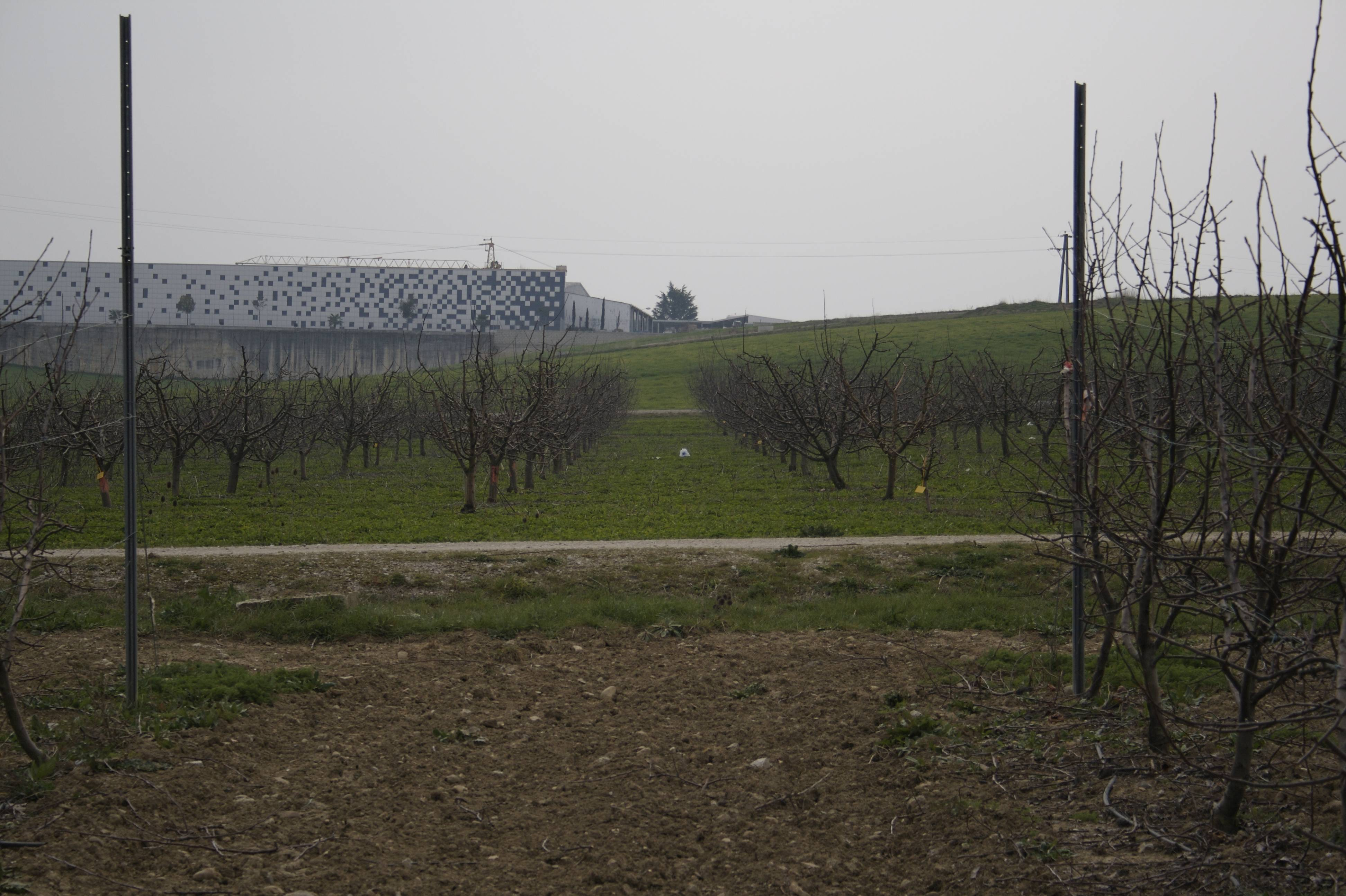
Finca de prácticas de la ETSIA.

La Finca de Prácticas e Investigación Agrícola se encuentra localizada junto a El Sario, en el Campus de Arrosadia.

### Instalaciones deportivas
También junto a El Sario y la Finca de Prácticas se sitúan las Instalaciones Deportivas de la UPNA. Dichas instalaciones cuentan a día de hoy con:
- Tres campos de fútbol: Uno de arena, otro de césped y otro de hierba artificial.
- Campo de rugby de hierba natural.
- Cancha prácticas de golf y puttin-green.
- Frontón cubierto
- El Pabellón Universitario.
- Piscina cubierta.
- 2 pista polideportivas: Una cubierta y otra descubierta.
- Pistas de tenis: Cubiertas y descubiertas.
- Sala de musculación.
- Salas multiusos y otras salas.

Antiguamente jugaban los equipos de élite de la SDC San Antonio de balonmano y el Xota FS de fútbol sala, además de los equipos federados del Club Deportivo Universidad Pública de Navarra, en sus diversas secciones (Fútbol, baloncesto, fútbol sala...).
Actualmente las instalaciones son utilizadas principalmente por clubes federados ajenos, torneos o campeonatos también externos, o por las personas que sean parte de la universidad para su uso libre o para el Torneo Universidad Pública de Navarra que se celebra dos veces al año (otoño y primavera) en las modalidades deportivas de:
* Deportes colectivos:
Fútbol Sala Femenino y Masculino, Fútbol y Baloncesto 3x3 Femenino y Masculino y Voleibol.
* Deportes individuales:
Pelota Masculina (Mano Individual -goxua-, Frontenis Parejas, Paleta Goma, Paleta Cuero, Pelota Femenina (Frontenis Parejas y Goma Parejas), Tenis (Individual Masuclino, Individual Femenino), Escalada (Masculino y Femenino) y Golf.

### Otras áreas
La universidad cuenta además con otras áreas integradas en el campus como son:
- Escuela de Práctica Jurídica Estanislao de Aranzadi.
- Escuela de formación y Práctica sociolaboral.
- Centro Superior de Idiomas.
- Fundación Universidad Sociedad.
- Aula de la Experiencia.

Además de las diversas cátedras, entre las que se encuentran:
- Cátedra de Energías Renovables.
- Cátedra Jorge Oteiza.
- Cátedra Unesco de Ciudadanía, Convivencia y Pluralismo.
- Cátedra de Investigación para la Igualdad y la Integración Social (CIPARAIIS).
- Cátedra Jean Monnet de la Unión Europea.
- Cátedra Colegio Ingenieros Industriales.
- Cátedra de Patrimonio Inmaterial de Navarra.
- Cátedra Mutua Navarra.
- Cátedra Grupo AN.
- Cátedra de Liderazgo, Estrategia y Empresa.

## Centros de investigación
Esta universidad cuenta además con infraestructuras específicas para la actividad investigadora como son el Instituto de Agrobiotecnología (IdAB) y el Centro de I+D de Electrónica y Telecomunicaciones Jerónimo de Ayanz, situados en el Campus de Arrosadia.
En diciembre de 2014 se crearon dos institutos de investigación sobre ciudades inteligentes y materiales avanzados denominados Instituto de Investigación SmartCities e Institute of Advanced Materials (INAMAT) con el objetivo de crear masa crítica y ganar proyección internacional.
En 2016 se creó el Instituto de Innovación y Sostenibilidad en la Cadena Agroalimentaria, y en noviembre de 2017 se crearon también el Instituto de Biología Multidisciplinar Aplicada y el Instituto de Investigación Social Avanzada.

## Concursos
Desde el año 2012 organiza un concurso denominado Tesis en 3 Minutos para alumnos de doctorado, y otro denominado En 3 Minutos para alumnos de grado y máster.

## Conexiones con transporte público
Las líneas de Transporte Urbano Comarcal de Pamplona disponibles para viajar a la Universidad pública de Navarra son la L1, la L6 y la L9.
Las líneas de Transporte Urbano de Tudela disponibles para viajar al campus de la UPNA de Tudela son la línea 2 y la línea 3.